# Tresivio
Tresivio là một đô thị ở tỉnh Sondrio trong vùng Lombardia của Italia, có vị trí khoảng 100 km về phía đông bắc của Milano và khoảng 6 km về phía đông của Sondrio. Tại thời điểm ngày 31 tháng 12 năm 2004, đô thị này có dân số 2.000 người và diện tích là 15,0 km².
Đô thị Tresivio có các frazioni (các đơn vị cấp dưới, chủ yếu là các làng) Acqua and Centro.
Tresivio giáp các đô thị: Montagna in Valtellina, Piateda, Poggiridenti, Ponte in Valtellina.